# Belouis Some
Neville Keighley, bedre kendt som Belouis Some er en New Wave-sanger fra Storbritannien.

## Diskografi
- Some people (1984)
- Belouis some (1987)
- Let it be with you (1987)
- Living your life (1993)